# أسبيدوفايتين
الأسبيدوفايتين (بالإنجليزية : Aspidophytine) هو عبارة عن مادة شبه قلوية إندولية جذبت الكثير من الاهتمام من قبل الكيميائيين الاصطناعيين. ويتم استخلاصه من نبات الصرصور (بالإنجليزية : Cockroach plant) ويستخدم كمادة مضادة للحشرات حيث يكون فعال بشكل خاص ضد الصراصير.
وقد أشار طالب الدكتوراة من جامعة هارفارد في مذكرة انتحاره «جاسون ألتوم» (بالإنجليزية : Jason Altom) بصفة خاصة إلى الإجهاد الذي تعرض له أثناء محاولته لتخليق هذا الجزيء.